# JTB商事
株式会社JTB商事（ジェイティービーしょうじ）は、東京都中野区に本社を置く専門商社。
JTBの商事会社群に属するグループ会社 旅館・ホテルへの販売シェアは業界屈指。

## 概要
2005年4月、JTBトラベランドの商事部門から独立して誕生。全国70か所に営業拠点を置く。
主な事業は、旅館ホテル商事事業・ギフト商事事業・旅行用品販売事業・Web販売事業の4事業。
インバウンド商事事業、海外ホテル商事事業を今後の成長事業として位置付ける。

## 沿革
- 1971年2月　（株）交通公社トラベランド興業創立
- 1971年4月　営業開始（従業員数：50名　事業所数：9箇所）
- 1976年8月　一級建築事務所登録
- 1977年11月　特定建設業大臣認可取得
- 1979年9月　洋酒小売業免許取得
- 1988年10月　CI実施
- 1990年4月　トータルCI実施
- 1992年1月　通信販売酒類小売業免許（豊島）取得
- 1992年4月　通信販売酒類小売業免許（船橋）取得
- 1993年11月　本社、南池袋JTBトラベランドビルへ移転
- 1996年2月　創業25周年
- 2001年2月　創業30周年、（株）ジェイティービートラベランドに社名変更
- 2001年4月　社内カンパニー制導入
- 2005年4月　商事部門と（株）JTB ギフト商事合併により（株）JTB商事設立
- 2009年2月　本社、江戸川橋へ移転
- 2013年6月　本社、中野坂上へ移転

## 経営理念
- 商事事業会社として、旅を出発点に、新たな価値の創造に挑戦し続けます。
- お客様に信頼され選ばれ続けることで、企業価値を高めます。
- 専門性の追求により、競争力あるビジネスモデルを構築し、“Ｎo.1”を目指します。
- 公正かつ透明な企業活動を実践し、社会的責任を果たします。
- 常に変革マインドを持ち、柔軟で活力ある企業風土を確立します。

## 事業
- 旅館ホテル商事事業
  - 物品の販売
  - 改装・建築元請
  - トータルコンサルティング
  - 旅館運営プランニング

- ギフト商事事業
  - 海外おみやげ宅配システム「らくらく帰国」
  - 国内おみやげ宅配システム「らくらく道中」
  - JTBギフトカタログ「たびもの撰華」

- 旅行用品販売事業
  - 店舗販売
  - 卸販売

- Web販売事業
  - 海外おみやげ宅配システム「らくらく帰国」
  - 国内おみやげ宅配システム「らくらく道中」
  - JTBギフトカタログ「たびもの撰華」
  - 宿泊施設業務用品通販システム「PROSPE」
  - 旅行用品・旅行グッズ　「J's旅道具」
  - 旅行専門サイト「tabimotto」

上記サイトのシステム運営